# Alle Zeit der Welt (2011, Deutschland)
Alle Zeit der Welt ist eine deutsche Fernseh-Komödie aus dem Jahr 2011.

## Handlung
Rudolf Wohlgemuth ist ein stoischer Einsiedler, der Menschenkontakte eher scheut als sie sucht. Mit seiner Provinz-Uhrmacherwerkstatt führt der Mann einen Kleinbetrieb, der früher einmal eine bekannte Manufaktur war und mehrere Gesellen beschäftigte. Jetzt ist mit der ambitionierten Karina nur noch eine Mitarbeiterin geblieben. Sie wechseln kaum ein Wort miteinander und funktionieren doch perfekt. Dann meldet sich Rudolfs Bruder Klaus aus Hongkong. Er möchte seinen Erbanteil ausgezahlt bekommen. Rudolf gibt vor, ihn nicht bezahlen zu können, da er eine Familie gegründet hat.
Klaus ist von dieser Nachricht so begeistert, dass er Rudolf besucht. Um nicht als Lügner dazustehen, bittet Rudolf Karina, ihm zu helfen. Die alleinerziehende Mutter sagt zu und zieht mit ihrer Tochter Julia bei ihm ein. Das Zusammenleben funktioniert erstaunlich gut. Selbst Klaus ist davon überzeugt, ein frisch verliebtes Brautpaar vor sich zu haben. Rudolf erkennt erst, dass er etwas für Karina empfindet, als er glaubt, dass Klaus ihm mal wieder die Frau ausspannen will. Blind vor Eifersucht lässt er den Schwindel auffliegen. Als Karina anschließend aus seinem Leben zu verschwinden droht, muss er sich seinen Gefühlen stellen, um sie zurückzugewinnen.

## Hintergrund
Der Film wurde vom 20. Oktober bis 20. November 2009 im Harz und in Berlin gedreht. Seine deutsche Erstausstrahlung war am 21. Oktober 2011 in der ARD. Dabei wurde er von 4,14 Mio. Zuschauern gesehen, was einem Marktanteil von 13,4 Prozent entsprach.

## Kritiken
„Stimmig entwickelte, sympathisch und frisch gespielte (Fernseh-)Komödie über Schein und Sein und darüber, wie die Zeit an den Gefühlen arbeitet. Da die Figuren nicht in Schubladen gesteckt werden, wirken die Konflikte nachvollziehbar und echt.“

„Beschauliche Liebeskomödie mit hübschen Bildern aus dem Harzstädtchen Goslar. Vorhersehbar, aber ganz charmant.“

„Vor der malerischen Kulisse der Fachwerkstädte Wernigerode und vor allem Goslar ist der Regisseurin Andrea Katzenberger eine warmherzige Komödie gelungen. Nette Dialoge und liebenswürdige Charaktere runden die Geschichte über eine vorgetäuschte Familie und echte Emotionen, Stillstand und den Wettlauf mit der Zeit ab. Kurzum: ein gefälliger Film, der zuweilen tatsächlich zum Schmunzeln verleitet.“